# Marienhafe
Marienhafe è un comune di 2.079 abitanti della Bassa Sassonia, in Germania.
Appartiene al circondario (Landkreis) di Aurich (targa AUR).
La chiesa di Santa Maria conserva un pregevole organo monumentale.
Il 1º luglio 1972 ha incorporato il territorio del dissolto comune di Tjüche.